# 西村知美の今夜もパジャマ気分
ペンタックス 西村知美の今夜もパジャマ気分（にしむらともみのこんやもパジャマきぶん）は、1988年4月4日から1989年10月6日まで文化放送で放送されていたラジオ番組。旭光学（現・リコーイメージング株式会社）の一社提供。
なお、本項では文化放送における前身番組「西村知美の春〜るよ恋」（にしむらともみのは〜るよこい　1987年10月12日 - 1988年4月1日）、後身番組「西村知美の週刊パジャマ気分〜春が来るまで」（にしむらともみのしゅうかんパジャマきぶん はるがくるまで　1989年10月15日 - 1990年4月1日）についても合わせて説明。

## 概要
文化放送での西村知美のレギュラー番組は、『15はドキドキ ピンクコング』内のフロート番組だった『西村知美の春〜るよ恋』からスタート。『春〜るよ恋』は『ピンクコング』と同様に、基本的には15歳前後の中学生リスナーを対象の中心として放送されており、この当時は時々生放送の日があった。文化放送ライオンズナイターのスタートによって『ピンクコング』の1987年度シーズンが終了したのに伴い、西村の番組は当時の夜ワイド番組『お遊びジョーズ』内に移り、同番組のフロート番組として『西村知美の今夜もパジャマ気分』と改められスタートした。そして、この時から旭光学（ペンタックス）の一社提供番組となった。1989年10月に今夜もパジャマ気分が終了し、週1回の30分番組となって『西村知美の週刊パジャマ気分』がスタート、1990年4月1日まで放送されていた。
番組構成は各曜日ごとにテーマを設定して、はがきを中心にしたフリートークが基本。この番組ではがきを読まれると自動的に西村のファンクラブ『トロリンクラブ』に、会員番号付きで入会することが出来た。はがきを読まれたリスナーには最初番組特製のテレホンカードが贈られ、その後、毎週金曜日にはその週に読まれたはがきの中で最高だと思われたものが一枚選ばれ、その送り主のリスナーが男子なら男性用の、女子なら女性用のパジャマが贈られていた。
また本番組ではリスナー集団「パジャマ倶楽部隊」を随時募集していた。1989年8月24日には、よみうりランドイーストにてパジャマ倶楽部隊3000人が総決起した大イベントが実施された。 
『今夜もパジャマ気分』が終了した後の『週刊パジャマ気分』にも、新井ディレクターや赤沢（構成作家）らの他、コーナーも『スーパー5』『マン研コーナー』など多くが引き継がれた。

## 主なコーナー
知美のチャレンジ
- 『春〜るよ恋』時代からのコーナー。様々な早口言葉などにチャレンジしていた[9]。

クヨクヨしないで
- 『春〜るよ恋』時代のコーナー[9]。

ラジオドラマ
- 『春〜るよ恋』時代にあったコーナー。現在の西村の夫である西尾拓美もこのコーナーに声優として出演していた[1]。

遅口チャレンジ
- 『今夜もパジャマ気分』からのコーナー。早口言葉とは逆に、これだけはじっくり、ゆっくりと読んで欲しいと送られて来たはがきをその通りに読んでいた[10]。

スーパー5
- リスナーが色々なベスト5を考えて送るコーナー。『週刊パジャマ気分』にも「帰ってきたスーパー5」として引き継がれた[1]。

マン研コーナー
- 漫画やアニメの話題、情報、アニメソングなどを紹介。リスナーからも漫画やアニメの情報、アニメソングのリクエストを募集していた。西村自ら、この曲が聴きたいと自宅からアニメソングのレコードを持ってきてかけたこともあった。『今夜もパジャマ気分』では火曜日のコーナー。『週刊パジャマ気分』にも引き継がれた[1][11]。

青春シャッターチャンス
- 『今夜もパジャマ気分』の金曜日コーナー。毎週設定されたテーマに沿ってリスナーの自慢の写真を募集。紹介された作品の中から毎週、一番ユニークで面白かったと選ばれた一人に「ペンタックスズーム60」がプレゼントされていた[8][11]。

トロリンのトライ・トライ・トライ
- 『知美のチャレンジ』『遅口チャレンジ』を引き継いだ形のコーナーで、番組中で様々なことにチャレンジしていた。『週刊パジャマ気分』内でも放送[1]。
他

## 放送されていた局

### 文化放送 (制作局)
「春〜るよ恋」
- 月曜 - 金曜 20:40 - 20:50

「今夜もパジャマ気分」
- 月曜 - 金曜 22:35 - 22:45 （1987年10月5日 - 1989年3月31日）
  - 月曜 - 金曜 22:50 - 23:00 （1989年4月3日 - 1989年10月6日　『お遊びジョーズ』内のコーナー枠再編により移動）

「週刊パジャマ気分〜春が来るまで」
- 土曜日 20:30 - 21:00

### ネット局
「春〜るよ恋」
- 九州朝日放送：月曜 - 金曜 20:40 - 20:50 （『15はドキドキ ピンクコング』を全編同時ネットしていたため、この番組も放送。）

「今夜もパジャマ気分」
- 1988年4月 - 1989年9月
  - ラジオ大阪：月曜 - 金曜 23:45 - 23:55 （『OBCブンブンリクエスト』内のフロート番組として放送）
- 1988年10月 - 1989年3月の間のみ
  - 北陸放送：月曜 - 金曜 22:40 - 22:50
  - 宮崎放送：月曜 - 金曜 21:20 - 21:30
  - 南日本放送：火曜 - 金曜 21:20 - 21:30
- 1989年4月 - 1989年9月の間のみ
  - 東北放送：月曜 - 金曜 23:45 - 23:55

※『週刊パジャマ気分〜春が来るまで』はネット局無し。